# Carrie Henn
Carrie Henn, właściwie Caroline Marie Henn (ur. 7 maja 1976 r. w Panama City w stanie Floryda, USA) – była amerykańska aktorka, znana z roli Rebbecki „Newt” Jorden, osieroconej dziewczynki, która trafia pod opiekę Ellen Ripley w filmie Jamesa Camerona Obcy – decydujące starcie (1986).

## Życiorys
W roku 1987 udział w projekcie Camerona przyniósł jedenastoletniej wówczas Henn nagrodę Saturna dla najlepszego aktora dziecięcego. Tego samego roku była nominowana do Nagrody Młodych Artystów. Szesnaście lat później Henn została także laureatką nominacji do DVD Exclusive Award za komentarz w wydaniu DVD Kwadrylogii Obcego. Po udziale w Obcym, nigdy więcej nie udzielała się jako aktorka.
Ojciec Carrie był oficerem United States Air Force. Na początku lat osiemdziesiątych ona i jej rodzina przeniosła się do Anglii; to tam Carrie wzięła udział w castingu i w rezultacie otrzymała rolę Newt.
W roku 1994 Henn ukończyła Atwater High School w Atwater w stanie Kalifornia. Następnie uczęszczała na California State University, Stanislaus, uczelnię znaną także jako Stanislaus State, w Turlock, gdzie studiowała bibliotekarstwo. Absolwentką szkoły została w roku 2000. 2 lipca 2005 roku Carrie poślubiła Nathana Kutchera, poznanego w trakcie studiów, obecnie pracującego w zawodzie oficera policyjnego. Para doczekała się potomka.
Pracuje jako nauczycielka szkolna. Mieszka w Atwater w Kalifornii. Wciąż utrzymuje kontakt z aktorką Sigourney Weaver, poznaną na planie Obcego.